# Warlitz
Warlitz ist eine Gemeinde im Landkreis Ludwigslust-Parchim in Mecklenburg-Vorpommern (Deutschland). Sie wird vom Amt Hagenow-Land mit Sitz in der nicht amtsangehörigen, gleichnamigen Stadt verwaltet.
Zu Warlitz gehört der Ortsteil Goldenitz.

## Geografie
Die Gemeinde Warlitz liegt etwa 6,5 Kilometer südlich von Hagenow und ihr südlicher Teil gehört zum Biosphärenreservat Flusslandschaft Elbe-Mecklenburg-Vorpommern. Durch das Gemeindegebiet bzw. an dessen Grenzen fließen die Kleine Sude sowie verschiedene Gräben. Die Bundesstraße 5 verläuft durch den Ortsteil Goldenitz. Von der Siedlungsform ist Warlitz ein Sackplatzdorf und Goldenitz ein Gassendorf mit Gutshof.
Umgeben wird Warlitz von den Nachbargemeinden Toddin und Pätow-Steegen im Norden, Hagenow im Nordosten, Redefin im Osten, Lübtheen im Süden sowie Pritzier im Westen.

## Geschichte
Die erste urkundliche Erwähnung im Ratzeburger Zehntregister stammt von 1230. Die Namen der Ortsteile Warlitz und Göldeniz haben einen slawischen Ursprung.
Warlitz: Bischöflicher Lehnträger des Gutes war um 1230 die Familie und Erben Johannes Gans. Gutsbesitzer waren dann die Familien Burchard von Lützow (um 1340/50), von Pentz (dän. Linie) (1450–1650), Generalmajor und Freiherr bzw. Graf Hans Valentin von Schultz (bis 1692), Graf von Redern (bis 1735), Oberhauptmann Maximilian von Schütz und Erben (bis 1782/83), Schatzrat Joh. Friedrich von Veltheim und Erben (bis 1798) und Oberlanddrost Franz Julius von Könemann. Er entstammt einer spät nobilitierten Familie. Bis Ende der 1920er Jahre wurde das Gut mit Neuenrode in der Form eines Familienfideikommiss geführt und blieb dann ein freies Allodialgut. Fritz von Könemann konnte 1941 noch einen Besitz von 1457 ha in Warlitz nachweisen. Erbe wurde der Neffe Helmuth von Könemann, der mit seiner Familie in Hessen lebte.
Das Gutshaus kann in Teilen von 1620 stammen, wurde danach um- und angebaut und nach um 2000 saniert (heute Bienen-Schloß Manufaktur).
Im Dorfe waren Hufner (Bauern) und Kotsassen ansässig (1540: 14, 1558 nur 5); einige betrieben in erster Linie das Radmacherhandwerk. 1575 waren zweier Schäfereien und um 1600 drei Meiereien am Ort. 1928 waren sechs landwirtschaftliche Betriebe in Erbpacht, neben den zehn weiteren Hofbesitzern.
Goldenitz war im Gutsbesitz der Familie von Lützow (bis 1695), Oberst Charles und dann August de la Motte (später Generalleutnant) (bis 1753), von Pentz (bis 1784) und von Könemann (bis 1945). Das Gut wurde nach 1946 eine LPG und nach 1990 Teil der Agrargenossenschaft Warlitz. Das Gutshaus nach Plänen von Heinrich Thormann stammt von 1860 und war nach 1945 u. a. Berufsschule. Es verfiel zunächst und wurde dann 2013/15 als Firmensitz der luis energy GmbH saniert.

## Politik

### Gemeindevertretung und Bürgermeister
Der Gemeinderat besteht (inkl. Bürgermeister) aus 7 Mitgliedern. Die Wahl zum Gemeinderat am 26. Mai 2019 hatte folgende Ergebnisse:
| Partei/Bewerber                | Prozent | Sitze |
| ------------------------------ | ------- | ----- |
| Wählergruppe Warlitz-Goldenitz | 84,01   | 5     |
| Die Linke                      | 10,03   | 1     |

Bürgermeister der Gemeinde ist Peter Holm, er wurde mit 66,11 % der Stimmen gewählt.

### Dienstsiegel
Die Gemeinde verfügt über kein amtlich genehmigtes Hoheitszeichen, weder Wappen noch Flagge. Als Dienstsiegel wird das kleine Landessiegel mit dem Wappenbild des Landesteils Mecklenburg geführt. Es zeigt einen hersehenden Stierkopf mit abgerissenem Halsfell und Krone und der Umschrift „GEMEINDE WARLITZ • LANDKREIS LUDWIGSLUST-PARCHIM“.

## Sehenswürdigkeiten

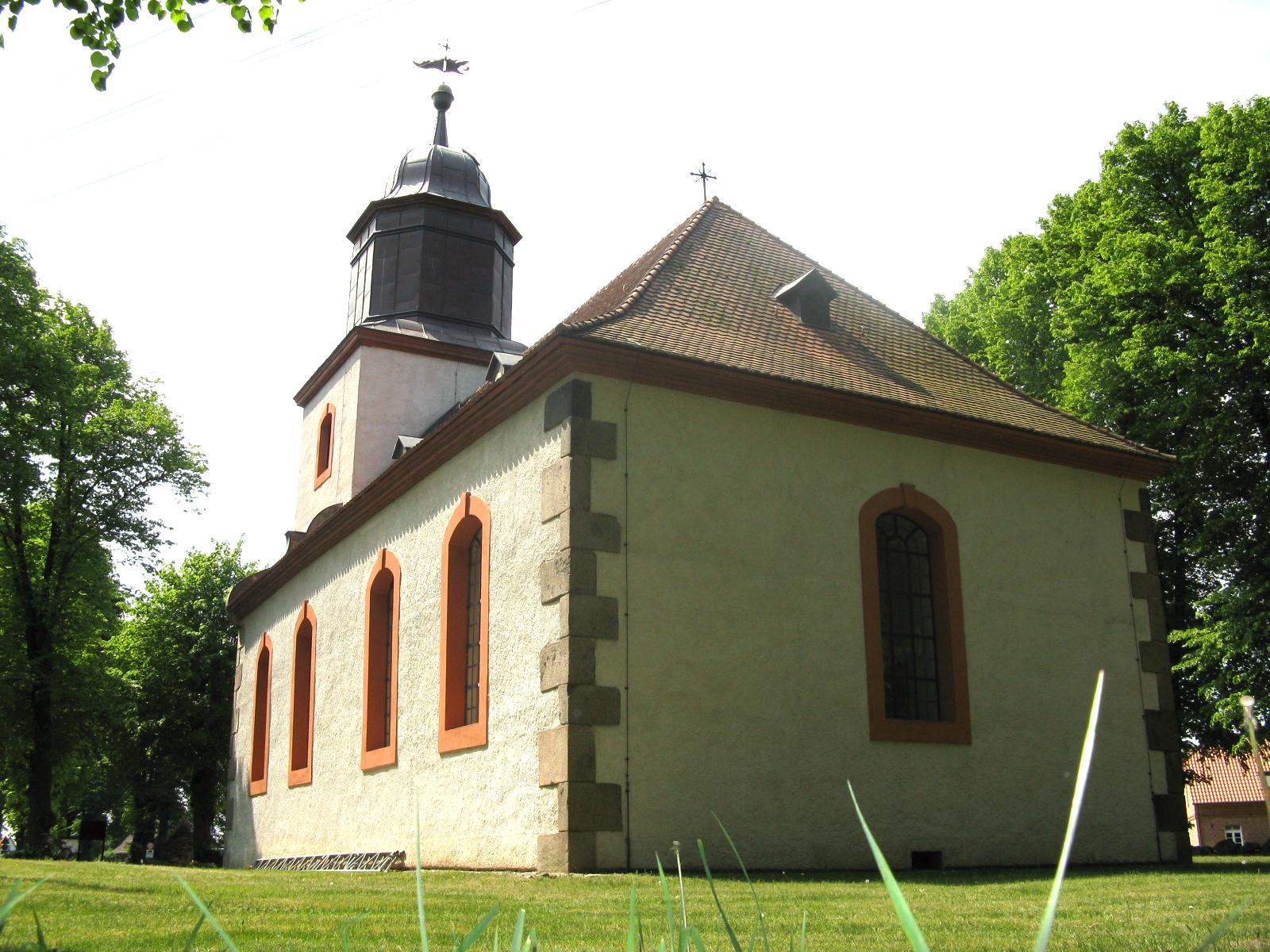
Dorfkirche Warlitz

- Barockkirche St. Trinitatis in Warlitz von 1769, welche eine der letzten zwei erhaltenen Orgeln von Johann Georg Stein besitzt. Weiterhin findet die Konzeption und Symbolik der Kirche unter Theologen Beachtung.
- Zweigeschossiges Herrenhaus Goldenitz im Tudorstil mit Marstall von 1864 nach Plänen von Heinrich Thormann sowie Park, heute Wohnhaus.

## Verkehr
Waitz liegt nahe der Bahnstrecke Berlin–Hamburg. Nächster Bahnhof ist Hagenow Land.